# Can Casals (Sant Julià del Llor i Bonmatí)
Can Casals és una obra de Sant Julià del Llor i Bonmatí (Selva) inclosa a l'Inventari del Patrimoni Arquitectònic de Catalunya.

## Descripció
Es tracta d'un immoble de planta rectangular, que consta de planta baixa i pis superior, cobert amb una teulada de quatre vessants, coronat amb un ràfec format per tres fileres de rajola. La composició del ràfec és la següent: primer una filera de rajola plana, seguida d'una filera de rajola ondulada imitant la teula, complementada finalment per una altra filera de rajola plana. La planta baixa consta de tres obertures. Així tenim el portal d'accés d'arc carpanell rebaixat, coronat per una franja de ceràmica policromada.
El portal es troba flanquejat per dues obertures -una per banda- d'arc carpanell rebaixat emmarcades en la part superior amb un trencaaigües molt ample. Entremig de les respectives obertures, trobem quatre esgrafiats de grans dimensions que imiten la silueta de grans gerros. La separació entre la planta baixa i el primer pis es delimita mitjançant una faixa o franja d'estuc amb motius de caràcter floral.
Pel que fa al primer pis o planta noble, trobem tres obertures de tipologia similar, és a dir, tres finestres rectangulars, coronades amb unes llindes d'inspiració neoclàssica, com demostra l'ampli repertori de formes utilitzades, estretament relacionades amb l'esfera neoclàssica. Un repertori que va des de la presència de les arquetípiques petxines, passant per la claredat formal i compositiva i fins a arribar al gust pels motius florals.
Tanmateix difereixen en certs trets puntuals. Així l'obertura central, els dominis de la qual s'inicien en el que seria l'espai físic pròpiament del portal d'accés de la planta baixa, està projectada com a balconada i equipada amb una gran barana de ferro forjat, molt ben treballada tot i que es troba bastant deteriorada i oxidada. Mentre que les dues finestres laterals, una de les quals està tapiada, compten amb un simple ampit i, per tant, no disposen de barana. La separació entre el primer pis i el coronament es delimita mitjançant una faixa o franja de rajola de ziga-zaga, tancada als extrems per dos cossos romboidals blaus i centralitzada per tres motius de caràcter floral.